# Auvérnia
A Auvérnia, Alvérnia ou Arvénia (em francês: Auvergne) é uma antiga província - desde 2016 faz parte da Auvérnia-Ródano-Alpes - e uma das 26 regiões administrativas da França. Auvérnia tem quatro departamentos: Allier, Cantal, Haute-Loire e Puy-de-Dôme.

## História
A Auvérnia deve seu nome ao povo gaulês arverno do qual Vercingetórix era rei quando se produziu a Invasão romana. Um dos altos pontos históricos de Auvérnia corresponde à batalha de Gergóvia, na qual Júlio César foi derrotado por Vercingetórix, em 52 a.C. No século V Sidônio Apolinar, nobre auvernês, já menciona a Auvérnia dos finais da Antiguidade.
No século VII, Auvérnia foi motivo de disputa entre os francos e os aquitanos. Conquistada pelos carolíngios, pertenceu, durante algum tempo, ao reino da Aquitânia. Os condes de Auvérnia, os Guilhemides foram conseguindo, pouco a pouco, sua autonomia.
No século X, a Auvérnia protagonizou a rivalidade entre os condes de Toulouse e de Poitiers.
Na Idade Média, a região foi dividida em quatro domínios feudais:
- Condado de Auvérnia (título criado até 980)
- Condado episcopal de Clermont
- Condado de Clermont-Ferrand
- Terra Real de Auvérnia

A Auvérnia foi integrando-se, pouco a pouco, aos patrimônios de Alfonso de Poitiers (1241-1271) e de João de Berry (1340-1416).
Durante a Guerra dos Cem Anos, a Auvérnia suportou numerosas incursões e devastações, entre elas a Revolta dos Tuchins (1381-1384).
Em 1424, a Auvérnia passou ao ramo Bourbon da casa real de França. Em 1531, por causa da traição de Carlos III de Bourbon, a Auvérnia foi herdada por Catarina de Médicis, antes de pertencer aos domínios reais.
Em 1790, a província histórica desapareceu como entidade administrativa.
Mais tarde, a partir da Quarta República Francesa, são criadas novas estruturas intermediárias, diferenciando as regiões departamentais das nacionais. Essas novas entidades tornaram-se oficiais a partir de 1972.
A região administrativa de Auvérnia, muito diferente da antiga província, acabou sendo constituída por quatro departamentos: Allier, Cantal, Haute-Loire e Puy-de-Dôme.
Allier corresponde, grosso modo, à província histórica do Bourbonnais; o Alto Loire inclui Velay, que pertencia à antiga província de Languedoc. A região recupera, também, uma parte das terras do Lyonnais.
Durante a Segunda Guerra Mundial, Vichy foi a sede do governo da França.

## Geografia

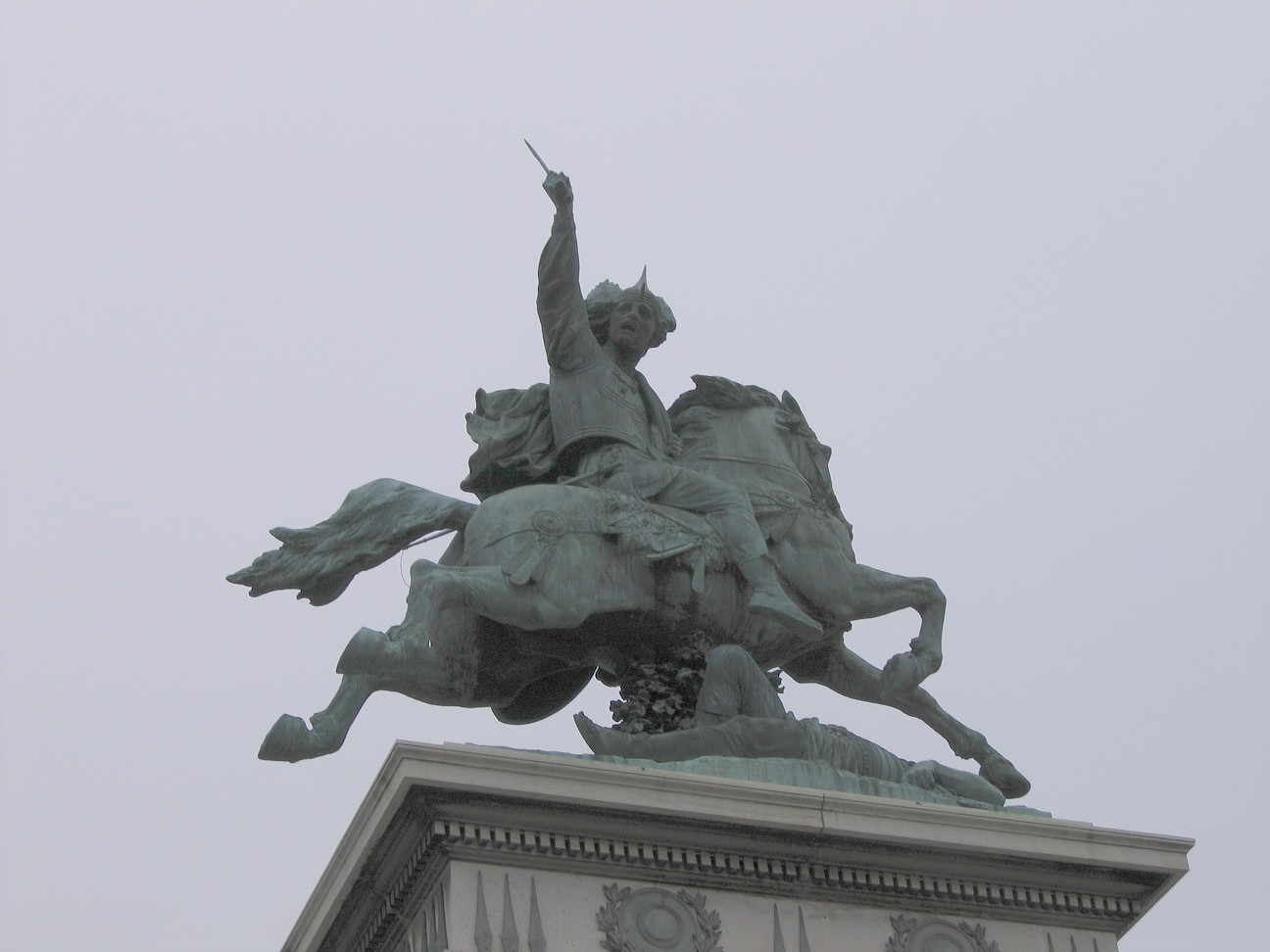
Estátua de Vercingetórix em Clermont-Ferrand.

A região tem uma área de 26 013 km² e, em 2006, tinha uma população de 1.335.938 habitantes, com uma densidade populacional de 51 hab./km².
A cidade mais importante de Auvérnia é Clermont-Ferrand, com mais de 400.000 habitantes - quase um terço da população regional. Clermont-Ferrand é considerada  a capital de todo o Maciço Central.
A proposta de fusão das regiões de Auvérnia e Limousin foi exposta por Valéry Giscard d'Estaing , antes das eleições regionais de 2004. A ideia não foi bem acolhida pelos habitantes do Limousin.
Quase toda a região de Auvérnia faz parte do Maciço Central, região composta basicamente de montanhas e planaltos. O ponto mais elevado de Auvérnia, situado no Pico de Sancy, no maciço dos Montes Dore, alcança 1.886 m.
Como é uma região essencialmente montanhosa, a Auvérnia se encontra um pouco isolada do resto da França, o que desfavorece o desenvolvimento econômico e urbano da região e tem contribuído para a estagnação ou mesmo regressão do seu contingente populacional.

## Economia

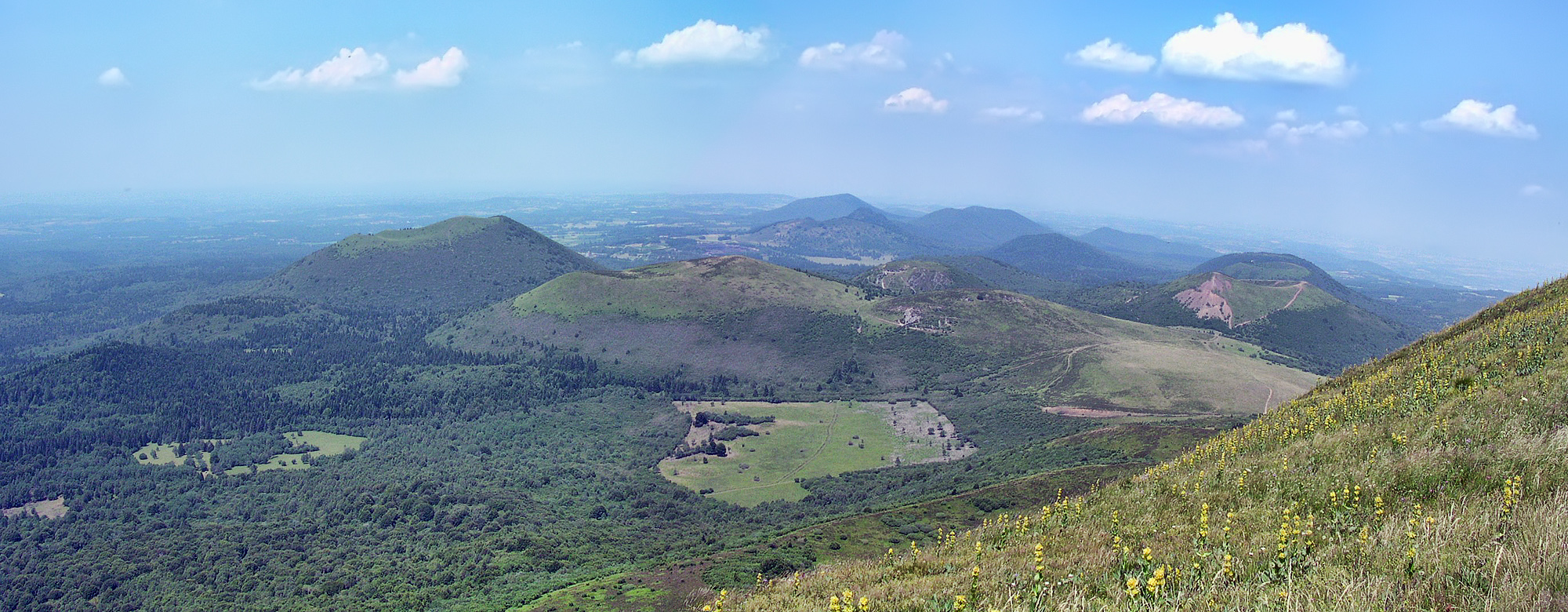
Vulcões de Auvérnia.

A região tem tido desenvolvimento relativamente limitado, mesmo contando com algumas indústrias importantes.
- Indústria: a Auvérnia é uma região pouco industrializada, destacando-se, porém, a indústria de  pneumáticos, representado pela Michelin - líder mundial no setor, cuja sede social e histórica está situada em Clermont-Ferrand - e pela Dunlop, implantada em Montluçon.
- Turismo: o turismo verde está adquirindo uma grande importância em toda região, especialmente na zona do Parque natural regional dos vulcões de Auvérnia. Na Região existem também várias estações de esqui.
- Agricultura: com 14.000 postos de trabalho, a agricultura responde por 8,5 % dos empregos regionais, o dobro da média nacional. A produção de laticínios, especialmente de queijos AOC é o destaque. Há ainda a produção de cereais e óleo de girassol, açúcar e ervilhas. Na cidade de Chappes está a quarta maior estufa do mundo, dedicada a biotecnologia.